# Emma Livry
Pour les articles homonymes, voir Livry.
Emma Livry (24 septembre 1841 - 26 juillet 1863) est une ballerine française, morte après que sa tenue de scène eut pris feu sur la scène de l'Opéra Le Peletier.
Elle est la dernière représentante de la « ballerine romantique ».

## Biographie
Emma Livry, de son nom patronymique Jeanne-Emma Emarot, née à Paris le 24 septembre 1841, est la fille de Célestine Emarot, qui a elle-même dansé brièvement à l'Opéra de Paris. Cette dernière est enceinte d'Emma à la suite d'une relation avec le baron Charles de Chassiron. Victime d'un accident sur la scène de l'Opéra de Paris, elle meurt chez sa mère à Neuilly-sur-Seine le 26 juillet 1863.

## Carrière
Emma Livry est l'élève de la première grande danseuse romantique Marie Taglioni. Ses qualités de danseuse sont très vite remarquées et la font engager à l'Opéra de Paris en 1858. Elle y restera jusqu'à sa mort en 1862. Son physique peu gracieux est commenté par ses contemporains. Alexis Dureau la décrit comme trop maigre avec une bouche un peu trop grande. L'opposition entre le physique rond de la mère et la maigreur de sa fille, jointe à un calembour sur le nom de son père, donnent lieu aux vers suivants dans un court quatrain qui parait dans les journaux à l'occasion des débuts de la jeune ballerine :
Se peut-il qu'un rat si maigre
Soit la fille d'un chat si rond ?
Emma Livry est certainement la dernière « ballerine romantique » de l'époque qui a vu naître ce qualificatif et qui a vu rayonner des grands noms du ballet romantique, tels que Marie Taglioni, Fanny Cerrito, Fanny Elssler ou Carlotta Grisi. Sa majestueuse interprétation de La Sylphide fait d'elle la danseuse la plus appréciée du public parisien de l'époque à l'Opéra de Paris. Dans son ouvrage Deux siècles à l'Opéra (1669-1868), Nérée Desarbres dit d'elle qu'elle « […] était la vraie représentante de l'école française de danse ». Émile Abraham écrit dans Les acteurs et les actrices de Paris que « Mlle Emma Livry ne compte pas de rivales. Elle a des façons de s'enlever qui feraient croire volontiers qu'un invisible fil l'attire vers les cintres, et quand elle daigne redescendre sur le plancher de la scène, elle y retombe à la manière d'une plume ».
Marie Taglioni, impressionnée par le talent de son élève, écrit la chorégraphie de son unique ballet, Le Papillon, qu'elle crée pour Emma Livry en 1860.

### La tragédie

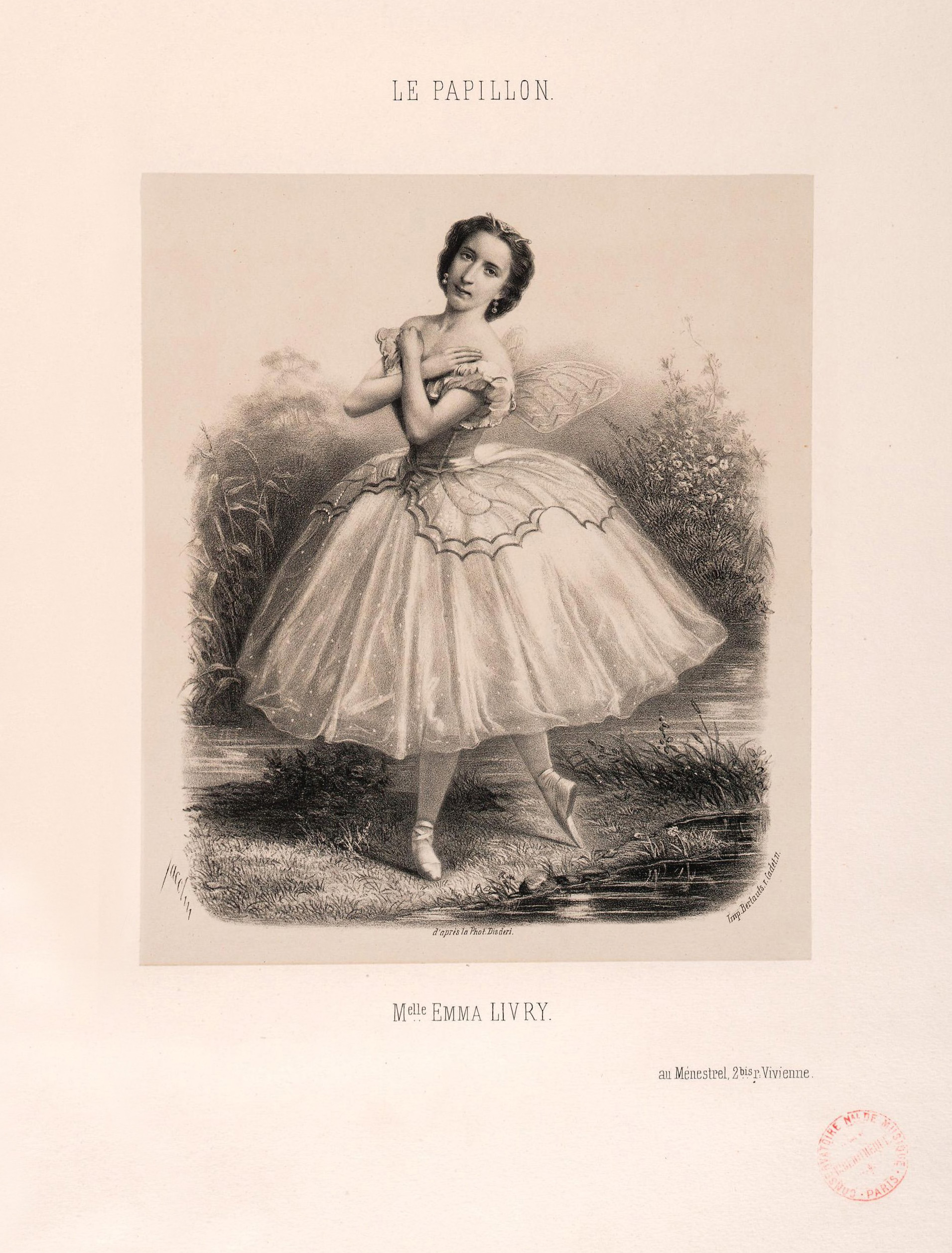
Emma Livry dans Le Papillon, gravure de Jacotin (1860). Paris, BNF

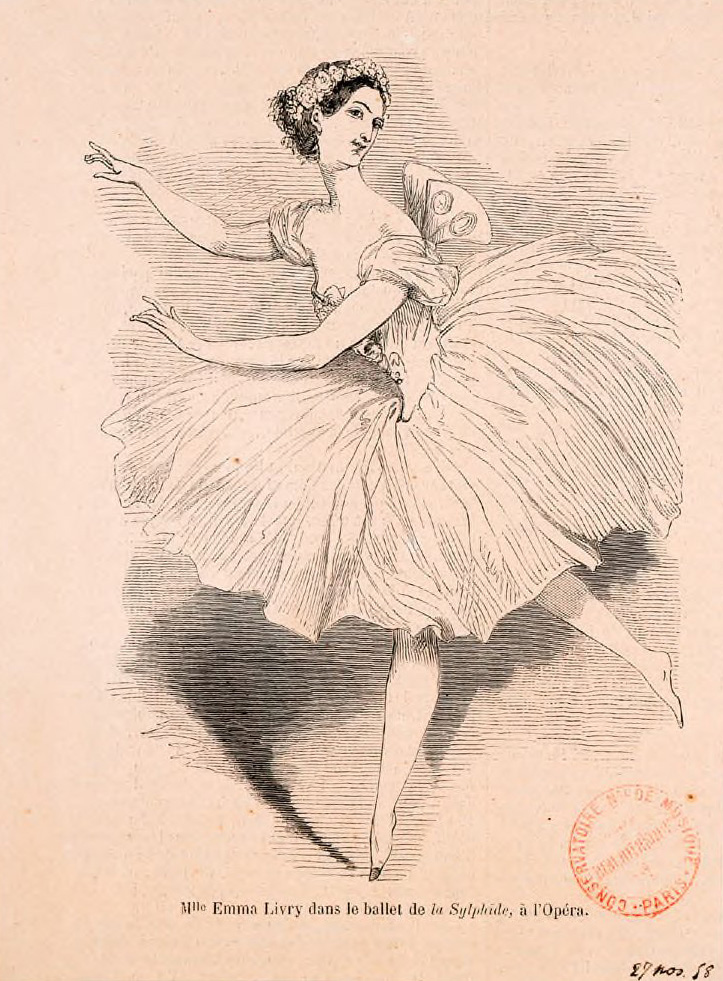
Emma Livry dans La Sylphide (1858). Paris, BNF

Le 15 novembre 1862, lors d'une répétition de l'opéra La Muette de Portici, Emma Livry s'approche trop près de la rampe à gaz qui éclaire la scène. Son tutu de gaze s'enflamme et le feu l'enveloppe très vite. Transformée en torche vivante, affolée, elle traverse trois fois la scène avant qu’un pompier n’ait le temps de se précipiter sur elle. S'apercevant qu’elle allait être nue, Emma Livry aggrave ses brûlures en ramassant avec ses mains les morceaux de l’étoffe enflammée pour s’en couvrir. Ce qui restait de son costume tenait au creux de sa main. Croyant bien faire, sa professeur, l’ancienne danseuse Marie Taglioni, l’enduit de graisse à démaquiller. Le remède se révèle pire que le mal. Le 15 juillet 1863, sur les conseils de son médecin qui lui enjoint de quitter la pollution parisienne, elle se fait transporter au château de Villiers, à Neuilly-sur-Seine, loué par sa mère. Malheureusement, ses blessures se rouvrent durant le transport et s’infectent. Elle meurt d'une septicémie le 26 juillet, 8 mois après le drame, emportant avec elle une époque qui aura marqué l'histoire du ballet romantique. Elle est âgée de 21 ans. Lorsqu’on pense à ce terrible accident, on ne peut s’empêcher de se rappeler la mort de la danseuse Clara Webster survenue dans des conditions similaires.
Une partie de la ceinture d'Emma et un lambeau de tissu sont conservés au musée de l'Opéra.
Les artistes de l’époque doivent asperger leurs costumes d’un produit non inflammable pour prévenir de tels accidents. Cependant les danseuses préfèrent ne pas y recourir car le produit colore et raidit les tissus blancs et vaporeux du tutu, conférant à ce dernier une couleur jaunâtre peu esthétique. Emma elle-même affirme par la suite : « Oui, ils sont, comme vous le dites, moins dangereux… Mais si je reviens à la scène je refuserai encore d'en porter. Ils sont trop laids... » L'administration de l'Opéra ferme les yeux et se contente de faire signer une décharge aux ballerines.

### Chronique de l'enterrement
Le 3 août 1863, Théophile Gautier rapporte l'enterrement d'Emma Livry dans Le Moniteur : 

« Emma Livry avait vingt et un ans à peine. Dès ses débuts dans le pas d’Herculanum, elle s’était révélée danseuse de premier ordre, et l’attention publique ne l’avait plus quittée. Elle appartenait à cette chaste école de Taglioni, qui fait de la danse un art presque immatériel à force de grâce pudique, de réserve décente et de virginale diaphanéité. A l’entrevoir à travers les transparences de ses voiles dont son pied ne faisait que soulever le bord, on eût dit une ombre heureuse, une apparition élyséenne jouant dans un rayon bleuâtre ; elle en avait la légèreté impondérable et son vol silencieux traversait l’espace sans qu’on entendît le frisson de l’air. Dans le ballet, le seul qu’elle ait créé, hélas ! elle faisait le rôle d’un papillon, et ce n’était pas là une banale galanterie chorégraphique. Elle pouvait imiter ce vol fantasque et charmant qui se pose sur les fleurs et ne les courbe pas. Elle ressemblait trop au papillon : ainsi que lui, elle a brûlé ses ailes à la flamme, et comme s’ils voulaient escorter le convoi d’une sœur, deux papillons blancs n’ont cessé de voltiger au-dessus du blanc cercueil pendant le trajet de l’église au cimetière. Ce détail où la Grèce eût vu un poétique symbole, a été remarqué par des milliers de personnes, car une foule immense accompagnait le char funèbre. Sur la simple tombe de la jeune danseuse, quelle épitaphe écrire, sinon celle trouvée par un poète de l’Anthologie pour une Emma Livry de l’antiquité : « Ô terre, sois-moi légère ; j’ai si peu pesé sur toi ! ».
Certes, dans cet intérêt si vif et si tendre de toute une population, le talent, la jeunesse, la mort fatale de la victime et sa longue souffrance étaient pour beaucoup ; mais il y avait encore une autre raison : on voulait honorer cette vie pure dans une carrière facile aux entraînements, cette vertu modeste devant laquelle se taisait la médisance, cet amour de l’art et du travail, qui ne demandait de séductions qu’à la danse seule; on voulait montrer qu’on respecte l’artiste qui sait se respecter lui-même. Si quelque chose peut consoler les regrets d’une mère, c’est ce convoi si grave, si attendri, d’un recueillement si religieux, que suivaient dans une voiture de deuil, parmi les célébrités de l’Opéra, les deux sœurs de Charité qui avaient soigné la méritoire et chrétienne agonie de la pauvre fille. »

Elle est inhumée au cimetière Montmartre (famille Emarot - Duhail), dans la 31e division. Sa tombe, orientée côté sud, est adossée au petit muret qui fait la séparation avec la partie haute de la division. On y accède rapidement côté monument Cavaignac.
Sa mère, Marguerite-Adélaïde Émarot, meurt le 7 octobre 1892 à Paris 16e, à l'âge de 68 ans ; née à Dijon, elle était fille de Jeanne Émarot. Son décès avec une biographie est annoncé dans « Le Ménestrel » du 16 octobre 1892.
Au moment de l'accident, Emma Livry vivait avec sa mère près de l'Opéra, au 18 rue Laffitte,.

## Adaptations
- La compagnie NAM Ballet a créé un spectacle en 2012 sur la vie d'Emma Livry, le titre du ballet porte le prénom même de la danseuse : "EMMA".
- La vie d'Emma Livry a servi de personnage central à La Danseuse papillon, un conte fantastique publié aux éditions Soleil en novembre 2010, dessin de Luky et texte d'Audrey Alwett. Un important dossier, consécutif au conte, regroupe les biographies d'Emma Livry, de Théophile Gautier (qui chroniqua son enterrement), mais aussi le livret du ballet Le Papillon et plusieurs extraits de journaux d'époque chroniquant la mort de la célèbre ballerine.
- François Marie Adolphe Aulagnier lui consacre des poèmes dans son ouvrage Fleurs de pensée : poésies intimes, notamment les poèmes À la Sylphide, Emma Livry et Le Papillon[14].
- Théodore de Banville lui consacra également un poème, À mademoiselle Emma Livry[15].
- Une courte biographie romancée d'Emma Livry paraît dans l'ouvrage Ces demoiselles de l'Opéra, édité en 1887[2].

## Galerie

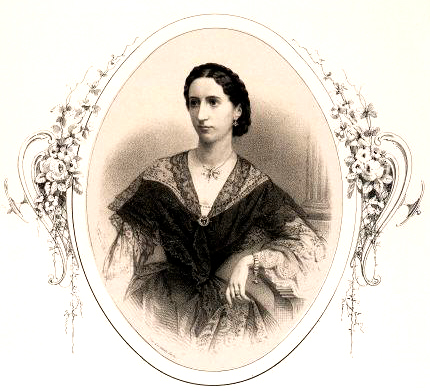
Portrait d'Emma Livry (lithographie)
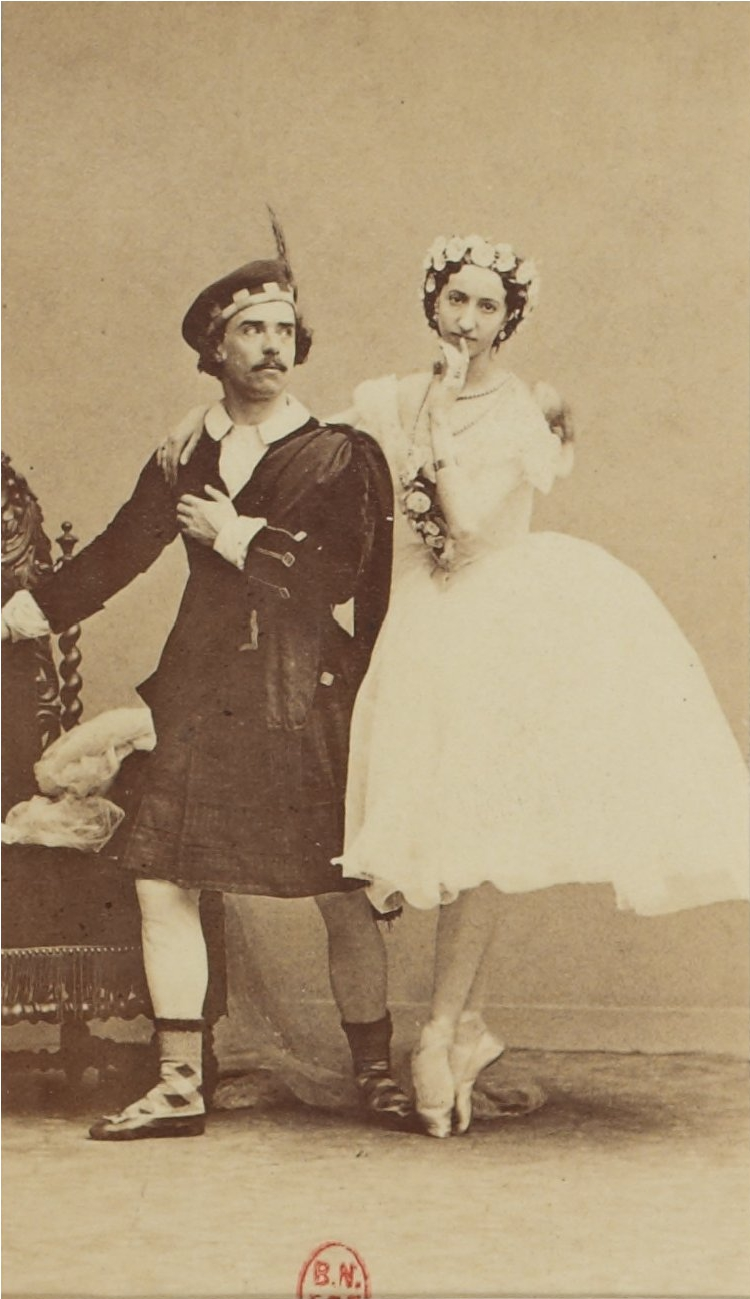
Louis Mérante et Emma Livry dans La Sylphide
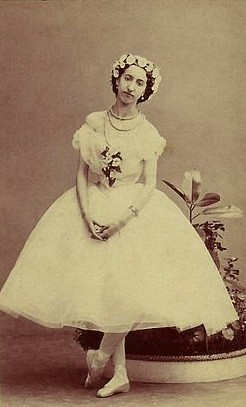
Emma Livry dans La Sylphide
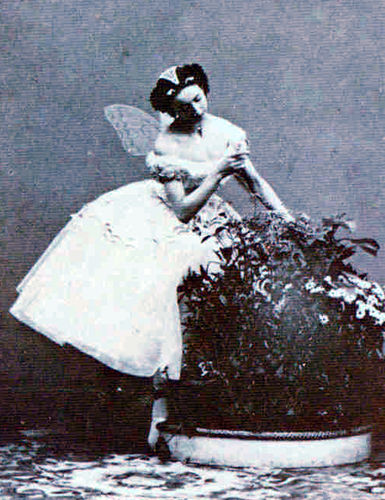
Emma Livry dans Le Papillon (vers 1860)
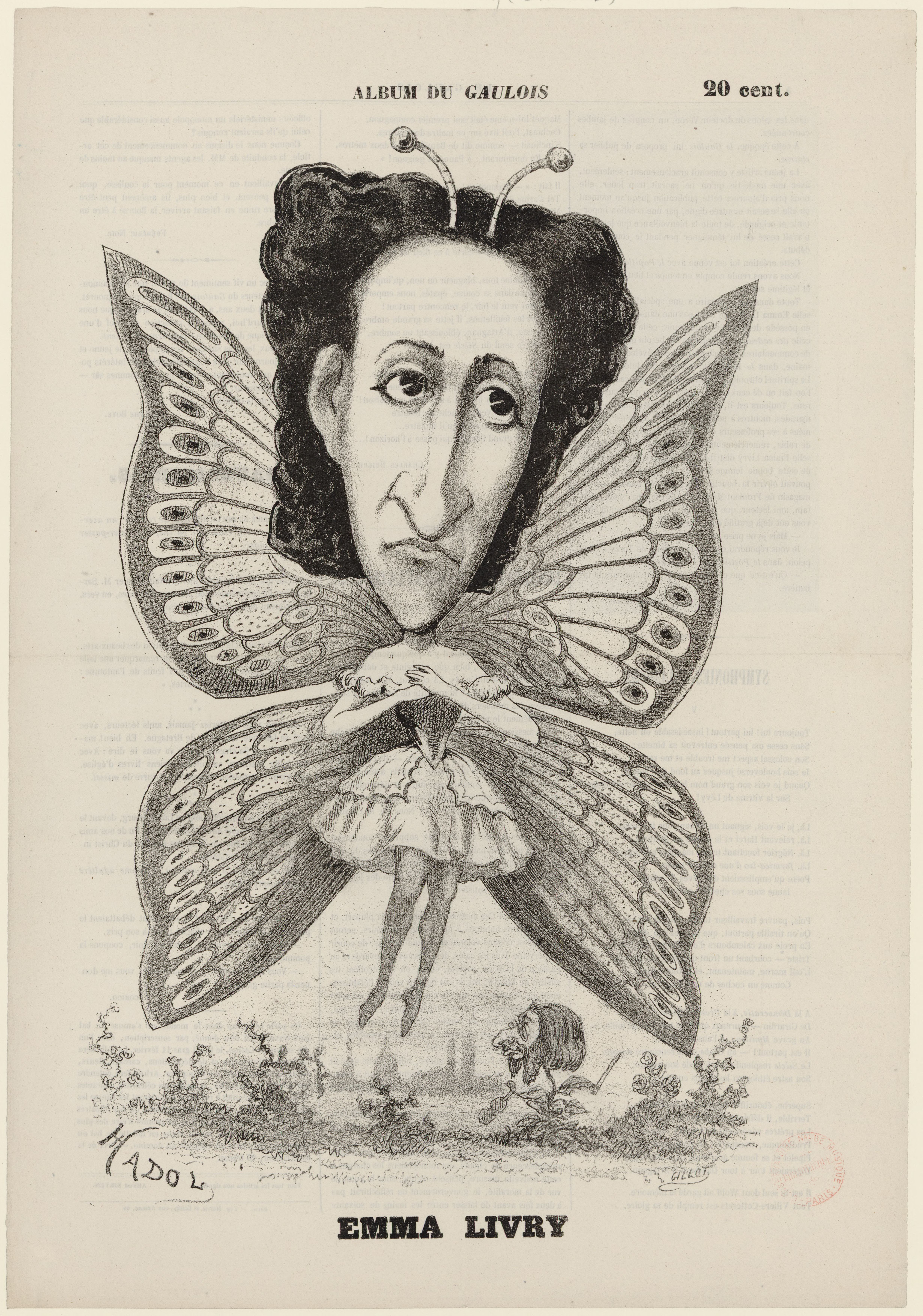
Gillot, caricature d'Emma Livry dans Le Papillon, par Paul Hadol, parue dans Le Gaulois (on distingue en bas Offenbach qui en composa la musique)
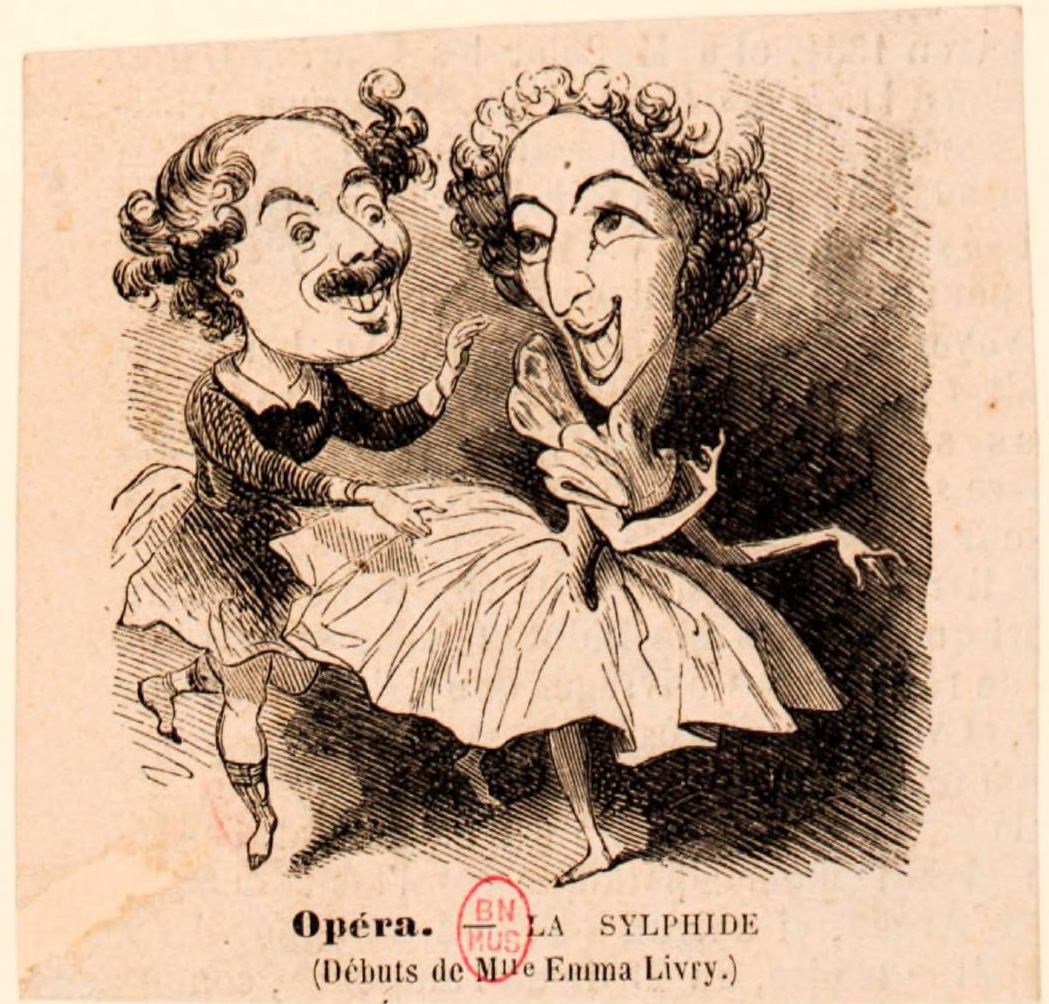
Caricature représentant Jean Schneitzhoeffer et Emma Livry, dans La Sylphide